# 細邊琉灰蝶
細邊琉灰蝶（學名：Celastrina lavendularis），又名埔里琉璃小灰蝶、薰衣琉璃灰蝶、埔里瑠璃小灰蝶、苅藤琉璃灰蝶、平原琉璃灰蝶、細帶琉灰蝶。

## 描述
本種為中型灰蝶，具明顯雌雄二型性。雄蝶體背暗褐帶藍光，腹面白色；頭部與複眼具毛，額中央有白帶紋，觸角黑褐帶白環，下唇鬚白中帶褐，末節細小如棒。前足跗節癒合，末端彎曲尖銳。
前翅長12-17 mm，呈三角形，後翅圓扇形。雄蝶翅背面為深紫藍色，前翅外緣具黑褐細邊。翅腹面白底偏靛色，具一列中央褐色斑點：前翅為短紋直列，後翅為蜿蜒列，最前端斑點特別明顯且呈黑色，CuA2室兩斑點融合；亞基部具2–3枚小斑點，中室末端具短線紋。外緣帶紋由內側弦月紋與外側深色點組成。緣毛白，翅脈端褐色。
雌蝶與雄蝶類似，但翅背底色偏褐，藍色鱗片分布較少且常見白紋；前翅前緣與外緣有寬黑邊，後翅亞外緣有黑點列與灰白弦月紋，CuA2室外端常具灰白紋。前足跗節不癒合。
翅腹面白色，佈滿暗褐色紋。前翅中央紋列偏外側，除R5外大致直列，後翅Rs室斑點向翅基偏移，Sc+R1區紋色較深，中室端也有細線紋。外緣有一列黑點與波狀黑線，後翅中室與翅基具黑褐小點。

## 分佈
分布於印度、斯里蘭卡、中南半島、東南亞、新幾內亞及中國華西至華東地區，臺灣亦有分布，包括本島低至中海拔地區及綠島、蘭嶼、龜山島。

## 棲地
主要棲息於常綠闊葉林及海岸林，一年多代。成蝶飛行敏捷，會訪花，雄蝶喜至濕地吸水；幼蟲以無患子科、豆科及薔薇科植物的花與花苞為食。寄主植物包括賽欒華、鹿藿與臺灣山黑豆、黑星櫻等。

## 亞種

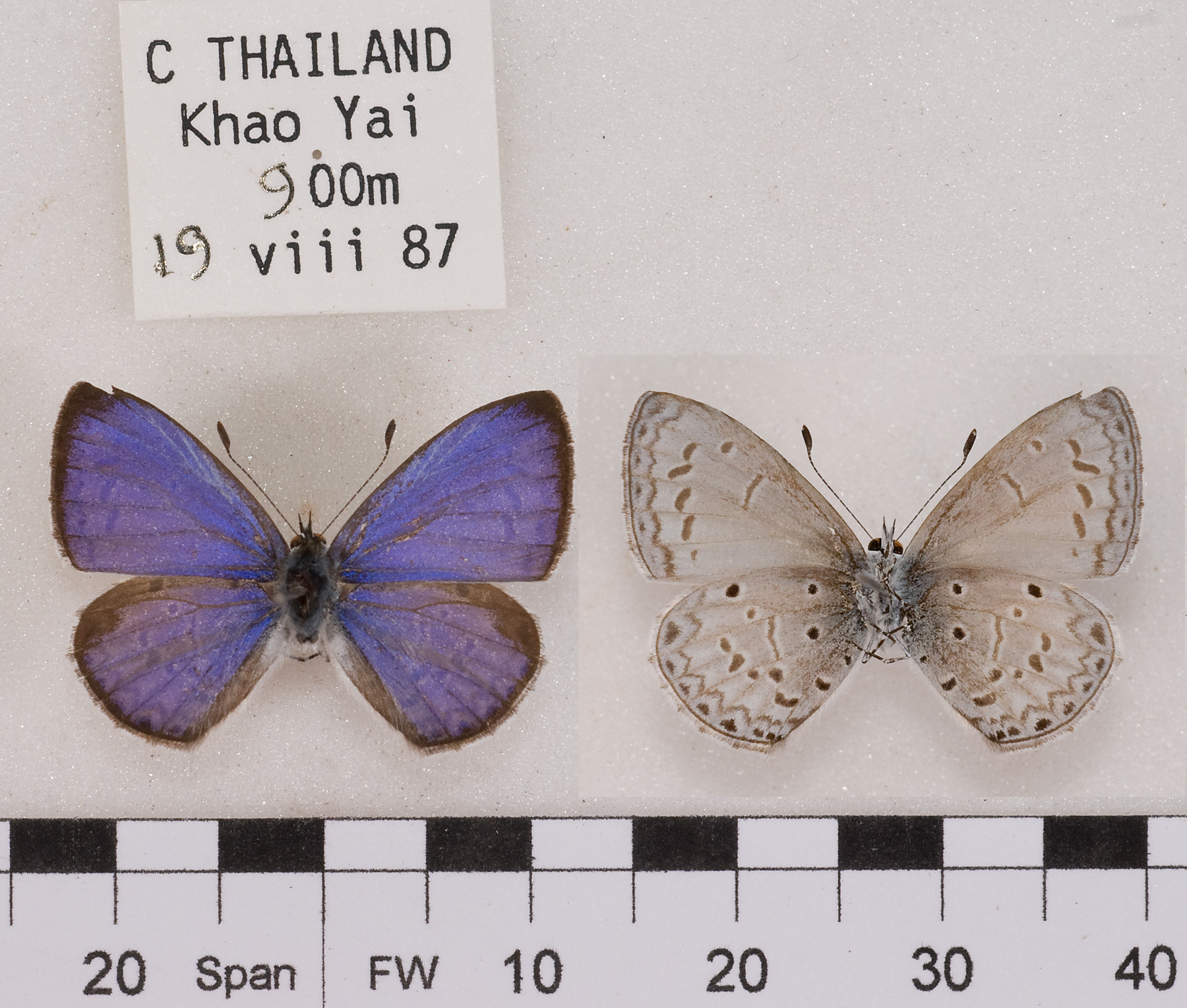
Celastrina lavendularis limbata
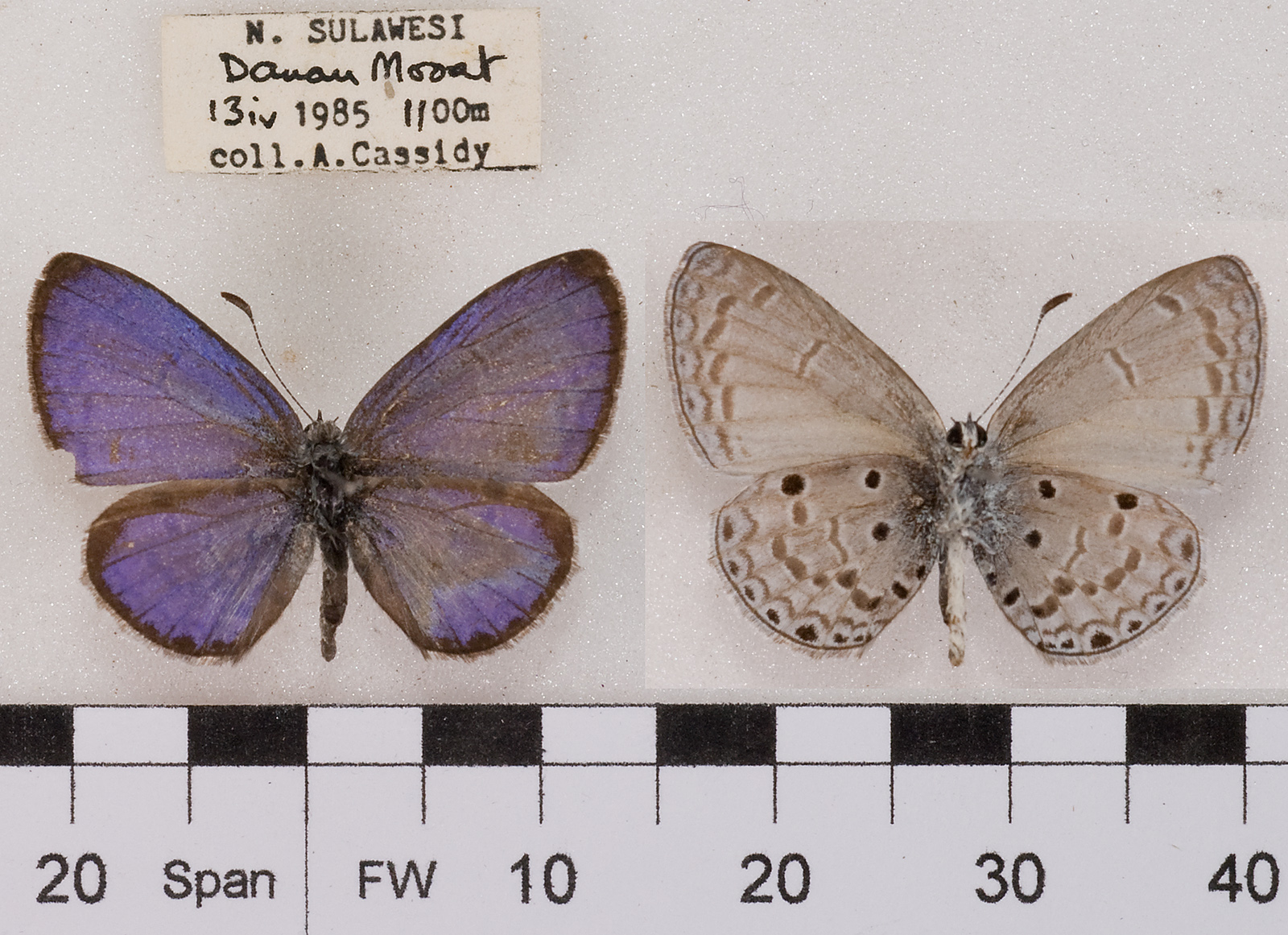
Celastrina lavendularis lyce

- Celastrina lavendularis aroana Eliot and Kawazoe, 1983[2] 巴布亞紐幾內亞
- Celastrina lavendularis chloe Eliot and Kawazoe, 1983 摩鹿加群島
- Celastrina lavendularis epicharma（Fruhstorfer, 1910）[3] 弗洛勒斯島
- Celastrina lavendularis floresana（Courvoisier, 1912）[4] 爪哇
- Celastrina lavendularis gadara（Fruhstorfer, 1910） 摩鹿加群島
- Celastrina  lavendularis hermesianax（Fruhstorfer，1910） 菲律賓
- Celastrina lavendularis himilcon（Fruhstorfer，1909） 臺灣
- Celastrina lavendularis isabella Corbet, 1937. 馬來亞
- Celastrina lavendularis lavendularis（Moore, 1877） 斯里蘭卡（指名亞種）
- Celastrina lavendularis limbata（Moore, 1879） 印度（模式地）
- Celastrina lavendularis lyce（Grose-Smith, 1896）[5] 蘇拉威西
- Celastrina lavendularis placidina（Fruhstorfer, 1917） 蘇門答臘